# 마이클 초우
마이클 초우(Michael Chow, 1939년 2월 6일 ~ )는 미국의 영화배우이다.
상하이시에서 태어났다.

## 영화
- 마이 시스터즈 키퍼
- 러시 아워
- 러시 아워 2
- 러시 아워 3
- 바스키아
- 피어리스 타이거
- 상하이 유혹
- 해밑